# Роже Рио
Роже Рио (фр. Roger Rio; Денкерк, 13. фебруар 1913 — 23. април 1999) био је француски фудбалер који је одиграо 18 утакмица и постигао 4 гола за фудбалску репрезентацију Француске, а играо је и на Светском првенству 1934. Био је отац Патриса Рија, који је представљао Француску на Светском првенству у фудбалу 1978.